# Монтескано
Монтескано (итал. Montescano) је насеље у Италији у округу Павија, региону Ломбардија.
Према процени из 2011. у насељу је живело 60 становника. Насеље се налази на надморској висини од 198 м.

## Становништво
Према резултатима пописа становништва 2011. у општини је живело 383 становника.
| 1931. | 1936. | 1951. | 1961. | 1971. | 1981. | 1991. | 2001. | 2011. |
| ----- | ----- | ----- | ----- | ----- | ----- | ----- | ----- | ----- |
| 395   | 498   | 474   | 451   | 366   | 376   | 378   | 379   | 383   |